# Roland Kirst
Roland Kirst es un deportista alemán que compitió en vela en la clase Flying Dutchman. Ganó seis medallas en el Campeonato Mundial de Flying Dutchman entre los años 1997 y 2017, y dos medallas en el Campeonato Europeo de Flying Dutchman, en los años 2000 y 2003.

## Palmarés internacional
| Campeonato Mundial | Campeonato Mundial               | Campeonato Mundial | Campeonato Mundial |
| Año                | Lugar                            | Medalla            | Clase              |
| ------------------ | -------------------------------- | ------------------ | ------------------ |
| 1997               | San Petersburgo (Estados Unidos) | Medalla de bronce  | Flying Dutchman    |
| 2000               | Durban (Sudáfrica)               | Medalla de plata   | Flying Dutchman    |
| 2001               | Gilleleje (Dinamarca)            | Medalla de bronce  | Flying Dutchman    |
| 2002               | Tavira (Portugal)                | Medalla de plata   | Flying Dutchman    |
| 2006               | San Petersburgo (Estados Unidos) | Medalla de plata   | Flying Dutchman    |
| 2017               | Scarlino (Italia)                | Medalla de plata   | Flying Dutchman    |
| Campeonato Europeo |                                  |                    |                    |
| Año                | Lugar                            | Medalla            | Clase              |
| 2000               | Rio Marina (Italia)              | Medalla de plata   | Flying Dutchman    |
| 2003               | Dervio (Italia)                  | Medalla de plata   | Flying Dutchman    |